# 방사량
방사량(房士良)은 고려 말 조선 초의 문신이다. 본관은 남양(南陽), 초명은 방중량(房仲良), 호(號)는 행은(杏隱)이다.
1377년(고려 우왕 3년) 문과에 급제하여 직제학(直提學)을 지내고, 1391년(공양왕 3년) 중랑장(中郞將)으로서 시무(時務) 11조(條)를 올린 후 형조 정랑(刑曹正郞)이 되었다. 의학에도 뛰어나 전의시승(典醫寺丞), 전의소감(典醫少監), 지제생원사(知濟生院事)를 지냈다.

## 생애
신진사류 출신이었던 방사량은 별장(別將)으로 있던 1377년(고려 우왕 3년) 문과에 급제하여 직제학(直提學)을 역임하였다.
1391년(고려 공양왕 3년) 3월 중랑장(中郞將)으로서 시무(時務) 11조(條)를 올렸다.
첫째, 《서경(書經)》에 이르기를, ‘검소한 덕으로 삼가하여 영원한 계책을 생각하라.’ 하였으며, 옛날 한(漢)나라 문제(文帝)는 (궁중에) 노대(露臺)를 만들려다가 중지하여 백금(百金)을 아껴서 4백 년 제업(帝業)의 터전을 닦았습니다. 원(元)나라 말기에는 만수산(萬壽山) 유궁(幽宮)의 낙(樂)을 일삼다가 1백 년을 배식(培植)한 나라의 터전을 무너뜨렸습니다. 근면하고 검소함과, 사치하고 나태함 사이에 길흉(吉凶)과 흥망(興亡)이 나뉘어 지니, 아! 가히 두려운 일입니다. 원컨대, 검소함을 숭상하고 부화(浮華)를 배척해서 더욱 부지런하고 게으름이 없게 하소서.
둘째, 《서경(書經)》에 이르기를, ‘기이한 물건을 귀하게 여기고 실용(實用)의 물건을 천하게 여기지 않아야 백성들이 넉넉해질 것이다.’ 하였습니다. 우리 조정에서는 단지 나라 안에서 생산되는 명주[紬]와 모시[苧布]·삼베[麻布]만을 쓰고도 능히 많은 세월을 지내오면서 상하(上下)가 모두 넉넉했는데, 지금은 귀한 사람이나 천한 사람이나 할 것 없이 다른 나라에서 나는 물건을 앞 다투어 사들여서 사치와 허영이 절제가 없습니다. 원하건대, 지금부터 사서인(士庶人)과 공상(工商)·천례(賤隸)에게는 사라(紗羅)·능단(綾段)의 의복과 금은(金銀)·주옥(珠玉)의 장식을 일체 금지시켜, 사치의 풍속을 그치게 하고 귀천(貴賤)의 구별을 엄격히 하소서.
셋째, 어느 가정의 자손으로 혹 집이 가난하고 돈이 없어서 비단 요나 이불을 준비하지 못해서 오랜 세월을 끌어오다가 혼인할 때를 놓치게 되고, 심지어 부모가 죽게 되면 혹은 족속(族屬)에게 의탁하거나 혹은 노비에게 의탁하게 되니, 이로 인하여 예(禮)를 잃고 인륜(人倫)을 거의 무너뜨리는 경우가 왕왕 있습니다. 원하건대, 지금부터 혼인하는 집에서는 오로지 면포(綿布)을 쓰고, 외국에서 나는 물건은 일체 금지시키며, 만약 옛 폐단을 그대로 답습하는 자는 위제(違制)로 논죄하소서.
넷째, 사마천(司馬遷)이 말하기를, ‘가난한 사람이 부자가 되기를 구한다면, 농업이 공업(工業)만 같지 못하고 공업이 상업(商業)만 같지 못하며, 여자가 자수로 무늬를 놓는 일이 저잣거리의 문에 기대어 웃음을 파는 것만 같지 못하다.’고 하였습니다. 신 또한 생각하건대, 사민(四民, 사(士)·농(農)·공(工)·상(商)) 중에서는 농업이 가장 괴롭고 공업이 그 다음이며, 상업은 놀면서도 무리를 이루어 누에를 치지 않아도 비단옷을 입고, 지극히 천하면서도 좋은 음식을 먹으며, 부(富)는 공실(公室)을 능가하여 사치스러움이 왕후(王侯)에 비길 만하니, 진실로 태평 성대의 죄인인 것입니다. 우리나라 형편을 가만히 살펴보면, 농업은 밭이랑을 일일이 답사하여 세금을 부과하고 공업은 공실(公室)에 노역(勞役)을 제공하지만, 상업은 힘들이는 노역도 없는 데다가 또 세금도 없습니다. 원하건대, 지금부터는 사라(紗羅)·능단(綾段)과 견자(絹子)·면포(綿布) 등에 모두 관인(官印)을 사용하여 그 경중(輕重)과 장단(長短)에 따라 일일이 세금을 거두는 한편, 몰래 다니며 팔고 사고 하는 자는 모두 위제(違制)로 처벌하소서.
다섯째, 놋쇠와 구리는 우리나라에서 생산되는 물건이 아니오니, 원하건대 지금부터는 구리 그릇이나 쇠그릇은 사용을 금지하고, 오로지 자기(瓷器)나 나무 그릇만을 사용케 함으로써 습속(習俗)을 개혁시키소서.
여섯째, 이 세상은 비록 지방과 풍속이 다르더라도, 그들이 모두 사(士)·농(農)·공(工)·상(商)을 각자의 직업으로 삼아 생활을 영위하기 때문에, 있는 것을 가지고 없는 것과 바꾸기 위해서 저쪽과 이쪽 사이에 통용되는 것이 돈[錢]입니다. 우(禹)가 도산(塗山)에서 돈을 주조하고 주(周)나라가 9부(九府)를 설치한 이후로부터 지금에 이르기까지 통용하게 된 것은 다름아니라, 그 질(質)이 단단하고 변하지 않을 뿐더러 사용하기에 가볍고 편리하며 불에 타지도 않고 물에도 젖지 않아서, 사고 팔면서 이리 저리 옮겨다녀도 더욱 빛이 나고 먼 곳으로 가져가도 탈이 없으며, 쥐가 갉아먹을 수도 없고 칼날로도 그것을 훼손시키지 못하여, 한 번 주조하여 만들면 만세(萬世)토록 전할 수 있으므로 천하가 그것을 보배로 여기는 것입니다. 본조(本朝)에서 추포(麤布, 올이 굵고 거친 베)를 화폐로 쓰는 법은 동경(東京, 경주(慶州)) 등지의 몇몇 주(州)·군(郡)에서 시행되어 오기는 했으나, 그러함에도 불구하고 이 추포의 폐단은, 10년을 사용할 수가 없어서 조금만 연기나 습기를 만나도 바로 타 버리거나 썩어 버리니, 비록 관청의 창고에 가득 차 있더라도 쥐나 누수(漏水)로 인한 손상을 면할 수 없다는 것입니다. 원컨대, 관청을 세워 돈[錢]을 주조하고 아울러 저폐(楮幣)도 만들어 화폐로 삼을 것이며, 추포(麤布)의 사용은 일체 금하게 하소서.
일곱째, 백성은 오직 나라의 근본이니 근본이 튼튼해야 나라가 편안하다는 것은 고금의 지극한 논리입니다. 지금 서북(西北)의 일로(一路)는 곧 나라의 요충(要衝)으로 강력한 군사를 주둔시켜야 할 곳입니다. 지난번에 간웅(姦雄)이 권력을 휘두를 때는, 만호(萬戶)나 천호(千戶)와 같은 관속을 뽑으면서, 인척(姻戚)이나 자기에게 붙은 자가 아니면 반드시 뇌물을 바치는 자 가운데에서 나오도록 하였습니다. 이에 미련하고 포악하며 이익만을 챙기는 자들을 기용하여 여러 사람의 우두머리로 있게 하였으니, 저들에게 어찌 임금을 위하여 적과 싸우는 충성과 죽음을 바쳐 도망가지 않는 의리가 있겠습니까? 원컨대, 지금부터는 서북면(西北面)의 군사를 관할할 천호(千戶)와 같은 무리는 양부(兩府) 이하 대성(臺省)이나 육조(六曹)의 추천이 있는 사람을 쓰도록 해야 할 것입니다.
여덟째, 《서경(書經)》에 이르기를, ‘영(令)을 내림은 오직 시행하기 위한 것이다.’ 하였으니, 만약 영을 내려도 시행되지 않는다면, 나라가 나라꼴이 되지 않는 것입니다. 지금은 영(令)이 엄하지 않은 것은 아니나, 정상(征商, 행상)의 무리들이 열 명이나 다섯 명씩 떼를 지어, 소와 말을 이끌고 금은(金銀)을 숨겨서 날마다 외국으로 가기 때문에 당나귀나 노새 따위의 노둔(駑鈍)한 것만이 나라 안에 널려 있습니다. 원하건대, 지금부터는 몰래 강을 건너가서 소와 말을 파는 자와 관인(官印)이 찍힌 말을 가지고 가서 저들에게 팔고 다시 가지고 오지 않는 자는 위제(違制)로 형(刑)을 가하게 하소서.
아홉째, 기인(其人) 제도는 대대로 전해온 역사가 없었는데, 헌묘(憲廟, 충렬왕(忠烈王)) 지원(至元, 원나라 세조(世祖)때의 연호) 연간에 5도(五道)의 주(州)·군(郡)에서 3백 인을 선발하여 판도사(版圖司)와 조성 도감(造成都監)에 1백 5십 인씩 나누어 소속시켜 정원(定員)을 삼았습니다. 경인년(庚寅年, 1350년 충정왕 2년) 왜적이 침략한 이후로 주·군이 텅 비어 백성들이 살 곳을 잃고 고을에 남아 있는 사람이 없었는데도, 관(官)에서는 정원을 가지고 있어서 주가(主家)가 사람을 고용하여 대신 세우게 하거나, 이자가 붙는 베[利布]를 꾸어주고는 날마다 한 필(匹)씩을 징수하니, 세월이 물 흐르듯 지나다 보면 또한 지탱할 수 없게 됩니다. 또 본관(本貫)의 인물들을 침해하여 관(官)의 위세로 겁을 주어 노비를 강제로 빼앗고는 번갈아 가며 역(役)을 세우며, 자기 차례를 당한 자는 또한 재산을 다 팔아서 역(役)에 나아가므로 그 폐해가 매우 크오니, 옛 폐단을 그대로 따르지 마시고 이를 일체 폐지하소서.
열 번째, 서백(西伯, 주(周)나라 문왕(文王))이 못을 파다가 죽은 사람의 뼈를 얻었는데, 서백이 이르기를, ‘그것을 장사지내 주어라’ 하니, 관리가 아뢰기를, ‘이것은 주인이 없는 해골인데 장사를 꼭 지내야 할 필요가 있겠습니까?’ 하였습니다. 이에 서백이 말하기를, ‘천하를 가진 자는 천하의 주인이며, 한 나라를 가진 자는 한 나라의 주인이니, 과인은 진실로 그 해골의 주인이다’ 하고는, 다시 옷을 입히고 곽(槨)에 넣어서 이를 장사지내었습니다. 천하 사람들이 이를 듣고 말하기를, ‘서백의 은택이 고골(枯骨)에까지 미치는데 더구나 살아 있는 사람에게는 어떠하랴?’ 하였습니다. 이로써 주(周)나라가 8백 년 동안 제왕 노릇할 운수가 실로 문왕(文王)의 일념(一念)인 인(仁)에 근원한 것임을 알 수 있는 것이니, 어찌 아름다운 일이 아니겠습니까? 지금 도성 밖에는 한 나라 신민(臣民)의 선인(先人)들의 무덤이 있는데, 꼴 베는 자들이 이를 발가벗기고 사냥하는 자들이 여기에 불을 놓으며, 혹은 가까이 붙여서 전포(田圃)를 만드니, 효자(孝子)·인인(仁人)이 이를 목도하고 이마에 땀이 나지 않겠습니까? 원컨대, 지금부터는 무덤이 있는 곳에서 나무하는 것을 금하여 초목이 무성하게 해야 할 것입니다.
열한 번째, 훈열(勳烈)의 신하는 만세토록 사직(社稷)의 주석(柱石)이오니, 원하건대 지금부터는 공이 왕실에 있거나 충성이 사직에 있는 자로서 불행하게도 형륙(刑戮)에 빠져 운명(隕命)하게 된 사람인 안우(安祐)·이방실(李芳實)·김득배(金得培)·박상충(朴尙衷) 등에게 추가로 포상(褒賞)·증직(贈職)하여 소뢰(小牢)를 특별히 내려 주어 곧았던 영혼[貞魂]을 위로케 하소서.

하니, 왕이 시무 11조를 깊이 받아들였고, 방사량은 형조 정랑(刑曹正郞)으로 임명되었다.
1399년(정종 (조선) 원년) 서원군(西原君) 한상민(韓尙敏)ㆍ순흥군(順興君) 안경량(安敬良)ㆍ김원경(金元冏)ㆍ허형(許衡)ㆍ이종(李悰) 등과 함께 《향약제생집성방(鄕藥濟生集成方)》의 편찬에 참여하였고, 《신찬집성마의방(新撰集成馬醫方)》·《신찬집성우의방(新撰集成牛醫方)》의 편집에도 참여하였다. 1401년 5월 호조전서(戶曹典書) 이황(李滉)에게 침구(針灸)술을 베풀어 주었다.
1403년(조선 태종 3년) 5월에는 하륜(河崙)·이첨(李詹) 등과 함께 명나라에 사신 일행으로 다녀와서 밭 15결을 하사받았다.

## 가족 관계
방사량은 고려 삼한벽상공신(三韓壁上功臣) 방계홍(房季弘)의 9대손이며, 상호군(上護軍) 방주(房柱)의 아들이다. 방사량의 아들 3형제 중 장남 방구행(九行)은 군자감정(軍資監正)을 역임하고, 차남 방구달(房九達)은 군자감 부정(軍資監副正)을 역임하였다.
- 조부 : 상호군(上護軍) 방송연(房松衍)
  - 부 : 상호군(上護軍) 방주(房柱)
  - 처부 : 백계(白磎)
    - 부인 : 수원 백씨
      - 장남 : 방구행(房九行)
        - 손자 : 행인천교수(行仁川敎授) 방유륜(房有倫)

      - 차남 : 방구달(房九達)
      - 삼남 : 방구성(房九成)
        - 손자 : 방순문(房恂文)
        - 손자 : 방계문(房戒文)

## 같이 보기
- 시무 11조 (고려)

### 관련 문화재
- 유천서원(楡川書院) : 전라북도 남원시 주생면 영천리에 있는 조선시대의 서원으로 방사량(房士良) 등 5현을 봉안하여 5현사(五賢詞)라고도 부른다. 선현 배향과 지방 교육을 담당해왔으나 1868년(고종 5) 흥선대원군의 서원철폐령에 의해 철거되었다. 후손인 방화원이 소유·관리하고 있다. 전라북도문화재자료 제52호로 지정되었다.